# Hudson Traveller Six
La Traveller Six è un'autovettura prodotta dalla Hudson dal 1940 al 1942. Il modello era affiancato dalla Hudson DeLuxe Six, che era la sua versione lussuosa. Negli anni in cui furono in commercio, furono i due modelli più economici presenti nella gamma Hudson. La vettura antenata dei due modelli fu la 112.

## Storia
Il telaio fu disponibile in una sola versione, che aveva un passo 2.870 mm. Il motore installato era un sei cilindri in linea a valvole laterali da 2.868 cm³ di cilindrata avente un alesaggio di 76,2 mm e una corsa di 104,8 mm, che erogava 92 CV di potenza. La frizione era monodisco a umido, mentre il cambio era a tre rapporti. La trazione era posteriore. I freni erano idraulici sulle quattro ruote. Il cambio automatico e l'overdrive erano offerti come optional.
La Traveller Six era dotata di finestrini scorrevoli e di tessuti economici, mentre la DeLuxe era fornita di finestrini a manovella e di una tappezzeria di livello più alto. Nel 1941 il passo fu aumentato a 2.946 mm. Nell'occasione, le barre trasversali della calandra passarono da 7 a 9, mentre la versione cabriolet venne dotata di un tettuccio ad azionamento elettrico. Nel 1942 i due modelli furono oggetto di un facelift. Nello stesso anno, la Traveller Six e la DeLuxe Six uscirono di produzione a causa dell'entrata degli Stati Uniti nella seconda guerra mondiale. Gli impianti civili delle industrie vennero infatti convertiti alle necessità belliche, e quelli della Hudson non furono un'eccezione.